# أليس هنري
أليس هنري (بالإنجليزية: Alice Henry) هي صحفية وسفرجات أسترالية، ولدت في 21 مارس 1857 في ملبورن في أستراليا، وتوفيت في 14 فبراير 1943 في Malvern, Victoria ‏ في أستراليا.

## وصلات خارجية
- أليس هنري على موقع الموسوعة البريطانية (الإنجليزية)